# Сабин Дюрант
Сабин Дюрант (на английски: Sabine Durrant) е британска журналистка и писателка на произведения в жанра социална драма, психологически трилър и юношески роман.

## Биография и творчество
Сабин Дюранте родена във Великобритания. След завършване на университета работи като заместник литературен редактор в „Сънди Таймс“, а след това работи като заместник-редактор на тематични раздели в „Гардиън“. Нейни материали, статии и колони, са публикувани в редица национални списания и ежедневници като „Дейли Телеграф“.
Първият ѝ роман Having It and Eating It (Имате го и го ядете) е издаден през 2002 г. С топлина, хумор и остроумие, представя история на две съученички с различен живот, които съдбата ги среща след 20 години.
В периода 2005 – 2008 г. създава тийн-поредицата „Кони Пикълс“. Главната героиня, петнайсетгодишната Констанс дьо Белшас (Кони Пикълс), успешно се справя с проблемите с приятелите и майка си.
През 2013 г. е издаден първият ѝ трилър „Всички заподозрени“. Популярната тв водеща Габи Мортимър при сутрешния си джогинг открива мъртва млада жена край алеята. При разследването и тя е заподозряна, защото в дома на жертвата откриват нейни интервюта и дрехи. Самата Габи трябва да намери нишката на престъплението не вярвайки на нищо и никого, за да се оневини.
Омъжена е за британския спортен журналист Джайлс Смит, с когото имат три деца.
Сабин Дюрант живее със семейството си в Южен Лондон.

## Произведения

### Самостоятелни романи
- Having It and Eating It (2002)[1][1][2][2]
- The Great Indoors (2003)
- Under Your Skin (2013)
Всички заподозрени, изд.: ИК „Обсидиан“, София (2013), прев. Надя Баева
- Remember Me This Way (2014)
- Lie With Me (2016)
- Take Me In (2018)
- Finders, Keepers (2020)
- Sun Damage (2022)

### Поредица „Кони Пикълс“ (Connie Pickles)
1. Cross Your Heart, Connie Pickles (2005)[1][2]
2. Ooh La La, Connie Pickles (2007)
3. Bon Voyage, Connie Pickles (2008)